# 스트론튬-90

## 특징
스트론튬-90은 우라늄-235와 플루토늄-239의 핵분열과 자연계에 존재하는 토륨, 우라늄의 동위원소의 자발 핵분열시에 나오는 스트론튬의 방사성 동위원소이다.
반감기는 약 28.7년이며 0.546 MeV의 베타입자를 방출하고 90Y으로 붕괴한다. 90Y은 반감기가 64시간으로, 다시 2.28 MeV의 베타입자를 방출하고 최종적으로 90Zr으로 붕괴한다.

## 이용
90Sr은 고에너지를 내뿜고 반감기도 적당히 길다. 원자로 내에서 핵분열로도 많은 양이 생성되기 때문에 많은 분야에 이용이 가능하다.
암 치료와 백혈병 치료 등의 의료계에 이용되며 원자력 전지로도 이용된다. 특히 많은 열량과 수명도 긴 전지를 요구하는 인공위성과 우주탐사선의 전지로도 이용되는데 이는 1g의 90Sr이 시간 당 0.9W의 에너지를 낼 수 있으며 반감기는 28.7년이나 되기 때문이다.
또한 농업과 공업 등등 여러 분야에 다양하게 이용하고 있다.

## 자연계의 영향
90Sr은 적당한 반감기와 핵분열로 많은 양이 생성되기 때문에 고농도의 스트론튬-90은 매우 위험하다.
핵실험이나 핵발전소 사고 시 배출된 90Sr은 다른 방사성 원소보다도 환경에 특히 더 많은 영향을 준다.
인류가 핵발전을 한 이후 수천번이 넘는 핵실험과 핵발전소와 재처리 공장의 방사성 물질 방출 사고도 많이 있었고, 이때 많은 양의 방사성 원소들이 자연계에 유출된다.
이 중 환경에 가장 많은 영향을 주는 방사성 물질은 85Kr, 90Sr, 106Ru, 137Cs 등이 존재한다.
이들은 반감기도 어느 정도 길며 핵분열 생성물 비율이 높기 때문에 다른 방사성 원소보다도 환경에 많은 영향을 준다.
90Sr은 화학적 성질이 칼슘과 유사해서 식물이나 체내에 흡수된다. 체내에 섭취되면 뼈에 모인 채 좀처럼 몸 밖으로 배출되지 않는다. 따라서 골수암과 백혈병과 같은 병에 걸리게 되며
유전적 돌연변이 등 동식물에 악영향을 주게 된다. 또한 유제품 등 식물, 고기류, 생선 등의 모든 먹거리에도 영향을 주게 되며 식수, 토양오염에도 영향을 준다.
일단 90Sr과 같은 방사성 물질이 자연계에 방출되면 해결할 수 있는 방법이 전혀 없다. 자연적인 정화 작용으로 바람에 의해 넓은 면적으로 흩어져, 단위 면적당 일정량 이하의 적은 양이 될 때까지, 흩어지기를 기다리는 방법밖에 없다. 따라서 큰 방사성 물질의 대량 유출 사고로 90Sr과 같은 방사성 물질이 한 지역에 방출되면 그 지역 외에 일정 면적의 방사능 오염은 피할 수 없다.

## 같이 보기
- 그레이 (단위)
- 스트론튬